# Teuta Arifi

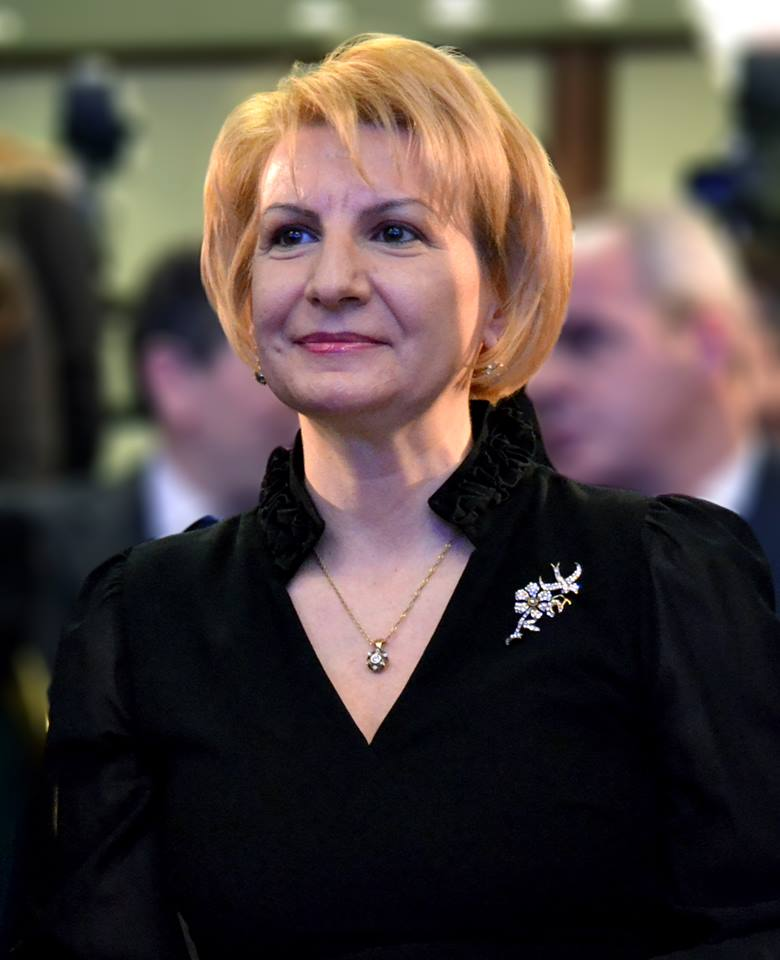
Teuta Arifi (2016)

Teuta Arifi (mazedonisch Теута Арифи; * 19. Oktober 1969 in Tetovo) ist eine nordmazedonische Politikerin (BDI) albanischer Herkunft. Im März 2013 wurde sie zur Bürgermeisterin von Tetovo gewählt und ist somit die erste Frau in diesem Amt.

## Ausbildung
Teuta Arifi ging in ihrer Heimatstadt Tetovo in die Grund- und Mittelschule. 1991 diplomierte sie in Philologie an der Universität Prishtina. 1995 erreichte sie den Magister in Philosophie und den Doktor in Philologie an der Universität Skopje.

## Politische Karriere
Erstmals trat Teuta Arifi 2002 in die politische Landschaft Mazedoniens ein. In diesem Jahr wurde sie als Abgeordnete der Demokratischen Union für Integration (BDI) ins Parlament der Republik Mazedonien gewählt. Somit war sie die erste albanische Frau im mazedonischen Parlament. Gleichzeitig wurde sie zur Präsidentin der Parlamentskommission für Außenpolitik ernannt. 2006 wurde sie ins Parlament wiedergewählt und wechselte als Präsidentin in die Parlamentskommission für Kultur. Dort blieb sie bis 2010, nachdem sie bei der Wahl 2008 für eine dritte Amtszeit als Abgeordnete gewählt wurde. 2009 wurde Arifi zudem beim zweiten Parteikongress der BDI zur stellvertretenden Parteipräsidentin gewählt.
Auch bei der Wahl 2011 trat sie erfolgreich als Kandidatin der BDI an. Im Juli gleichen Jahres wurde sie zu einem der vier stellvertretenden Ministerpräsidenten Mazedoniens ernannt, zuständig für Fragen der europäischen Integration.
Bei den Kommunalwahlen 2013 trat Arifi vom Posten der stellvertretenden Ministerpräsidentin und der Parlamentsabgeordneten zurück, um als Kandidatin der BDI für das Bürgermeisteramt in Tetovo zu konkurrieren. Sie trat gegen Sadi Bexheti (PDSH) an und gewann die Wahlen mit 56,98 Prozent der Stimmen bei einer Wahlbeteiligung von 56,95 Prozent. Sie ist somit die erste Frau im Amt des Bürgermeisters von Tetovo.

## Wissenschaftliche und gesellschaftliche Tätigkeit
Als Promovierte in Philologie hat Arifi verschiedene wissenschaftliche und politische Arbeiten veröffentlicht. Sie gehört zu den Gründungsmitgliedern der South East European University in Tetovo und doziert dort wie auch an der Universität Skopje.

## Privates
Teuta Arifi ist seit 1996 mit dem Juristen Shpend Devaja verheiratet. Die beiden haben eine Tochter, Elza Devaja-Arifi, und einen Sohn, Ilir Devaja-Arifi. Sie spricht neben Albanisch und Mazedonisch auch Englisch, Französisch, Italienisch und Türkisch.
Während sie mit ihrem Sohn schwanger war, erkrankte Arifi an Krebs. Zwischenzeitlich hat sie die Krankheit erfolgreich besiegt.